# Sân vận động Lokomotiv (Tashkent)
Sân vận động Lokomotiv là một sân vận động đa năng ở Tashkent, Uzbekistan. Sân hiện được sử dụng chủ yếu cho các trận đấu bóng đá. Đây là sân nhà của Lokomotiv Tashkent.
Sân vận động này được xây dựng trên nền đất của Sân vận động Traktor Tashkent cũ. Công việc xây dựng sân vận động được bắt đầu vào năm 2009 và hoàn thành vào năm 2012. Sân vận động có sức chứa 8.000 người.
Sân được khánh thành vào ngày 11 tháng 5 năm 2012, với trận đấu tại Giải bóng đá vô địch quốc gia Uzbekistan 2012 giữa Lokomotiv và FK Andijan.